# 胡舒庙
胡舒庙，又译“和稍庙”，赐名“奇文寺”，位于内蒙古自治区锡林郭勒盟苏尼特左旗，是一座藏传佛教格鲁派寺院。

## 简介
苏尼特左旗第五代郡王旺辰在赛音胡都嘎建立50间大殿，上报清朝皇帝，于1761年获清廷恩赐匾为“奇文寺”，准40名度牒。该庙有1个大殿，4个寺堂，殿内能容500人，此外还有院墙及楼阁。1861年，苏尼特左旗郡王托迪布木扩建该庙为二层大殿60间，7个寺堂，分别有牲畜及财产。